# بويو

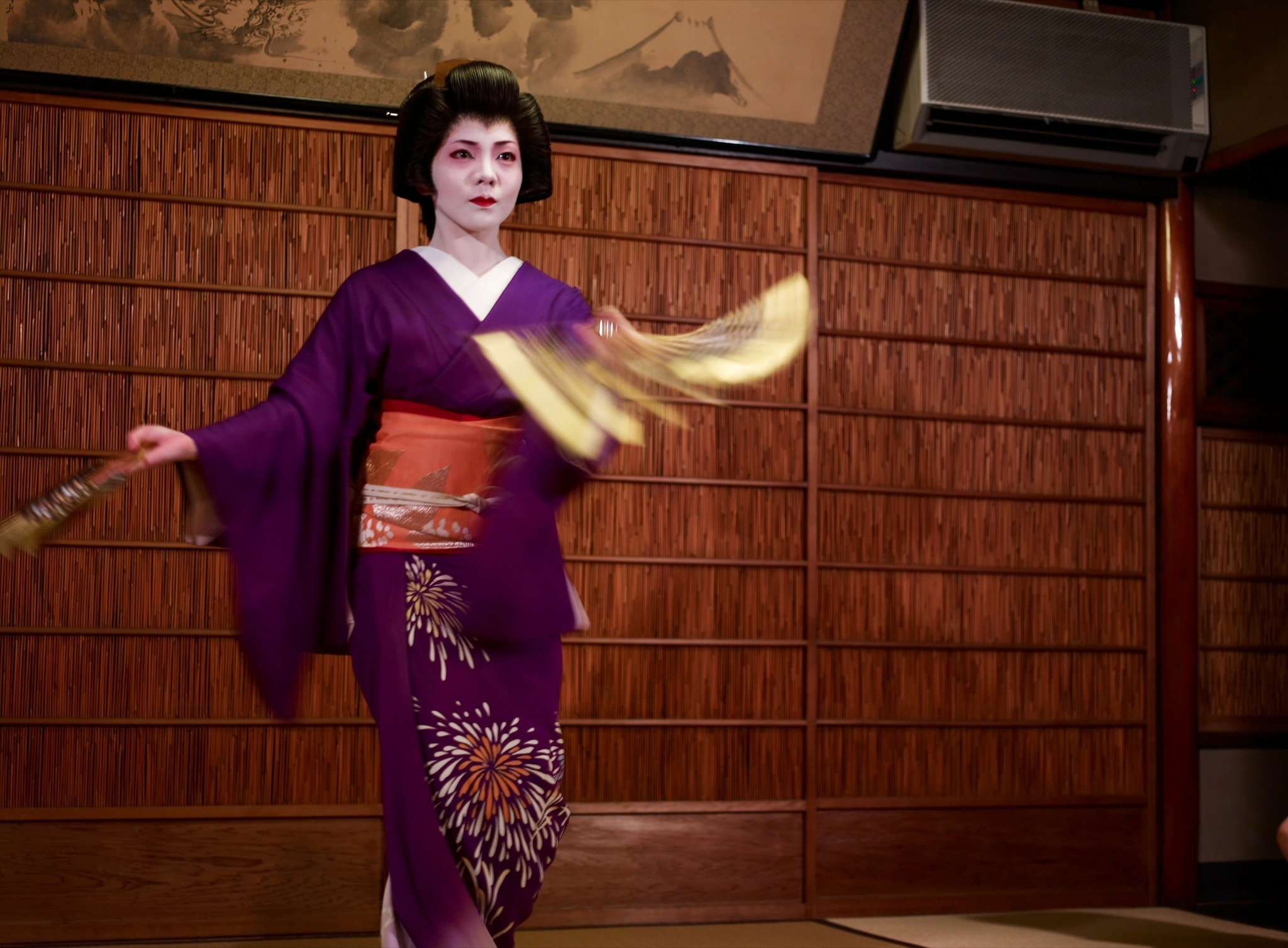
غيشا ترقص رقصة البويو

بويو (باليابانية: 舞踊) أو نيهون بويو (日本舞踊) هو نوع من أنواع الرقص الياباني التقليدي. كلمة بويو (舞踊) تتألف من كلمتين «ماي» (舞) و «أودوري» (踊)، وكلاهما يعني الرقص، إلا أن الأولى هي نوع من الرقص مع الدوران، أما الثاني فهو رقص مع حركة إلى الأمام فقط.

## التاريخ
يمتد تاريخ البويو على مدى أربع قرون  حيث تأسس هذا الفن من مزيج من فنون مسرحية ورقص تقليدي مثل النو وتطور ليأخذ شكلا مستقلا.

### الأصل

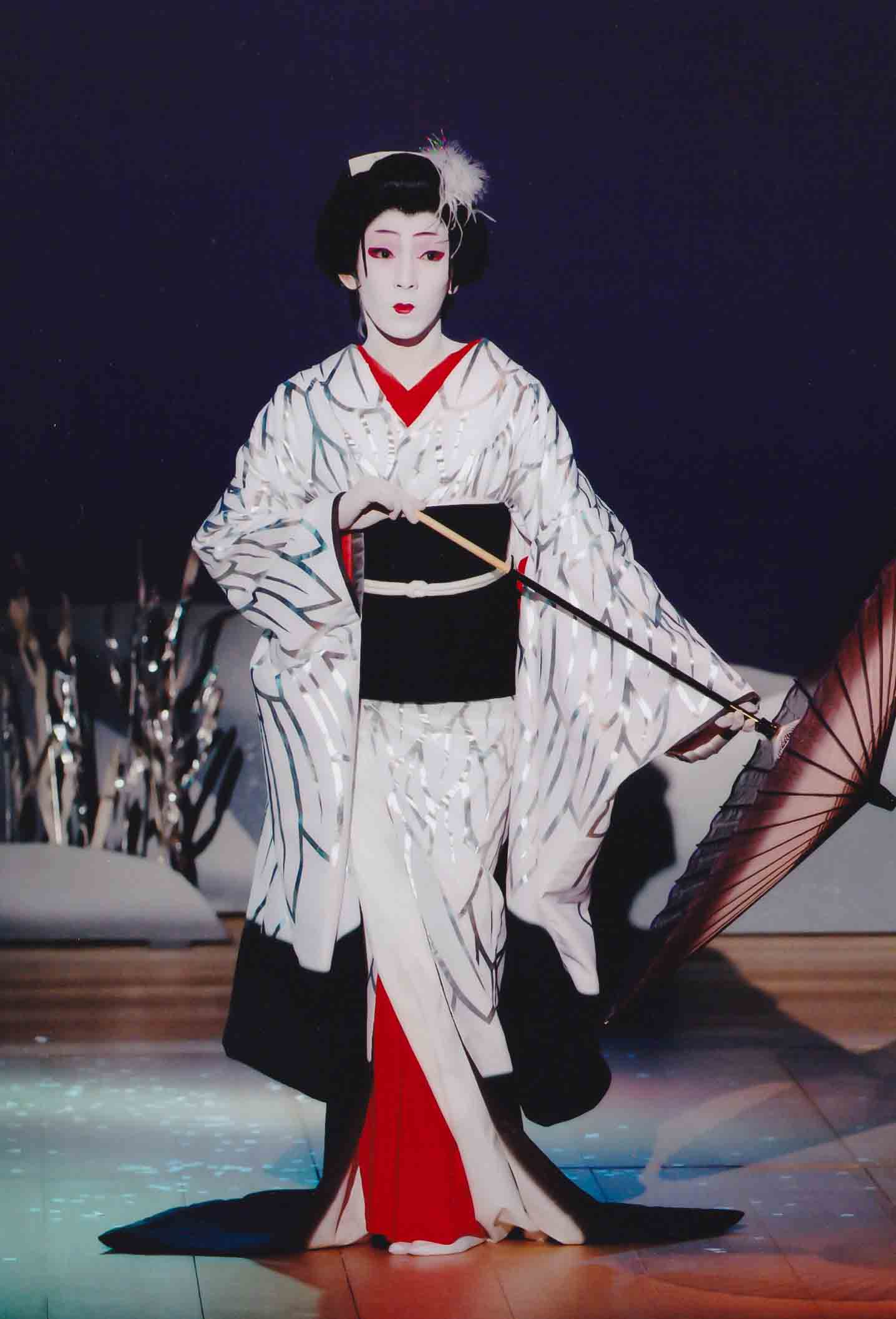
غيشا ترقص

هناك أربع عناصر من الممكن اعتبارها أسس نيهون بويو وهي:
1. كابوكي بويو: له أكبر تأثير على نيهون بويو، إلا أنه مع تطور الكابوكي في القرن السابع عشر انحسر دور البويو فيه إلى دور فرعي أمام الاستعراض المسرحي
2. نو: تطور فن مسرح النو حوالي القرن الخامس عشر، حيث يعتبر الرقص الدوراني (舞 ماي) من العناصر الأساسية فيه، وانتقل هذا النوع من الرقص إلى نيهون بويو، كما أن الأدوات الموسيقية المستخدمة فيه انتقلت لتستخدم في نيهون بويو
3. الفنون الشعبية: يعود أصل هذه الفنون إلى ما قبل مسرح النو. هناك العديد من فنون الرقص الشعبي الياباني لم تستخدم في مسرح النو، إلا أنها دخلت كعنصر أساسي في نيهون بويو مثل الرقصات التي تتضمن القفز وغيرها من الحركات التي لا تلاحظ في النو
4. مجموعة من الفنون الإبداعية التي ظهرت في القرن العشرين بتأثير الثقافة الغربية الأوروبية والأمريكية في الثقافة اليابانية. أدخلت هذه الفنون الإبداعية الغربية لتمييز نيهون بويو بشكل واضح عن مسرح الكابوكي وليتميز كفن جديد متفرد بأسلوبه في الرقص.[3]

### المدارس

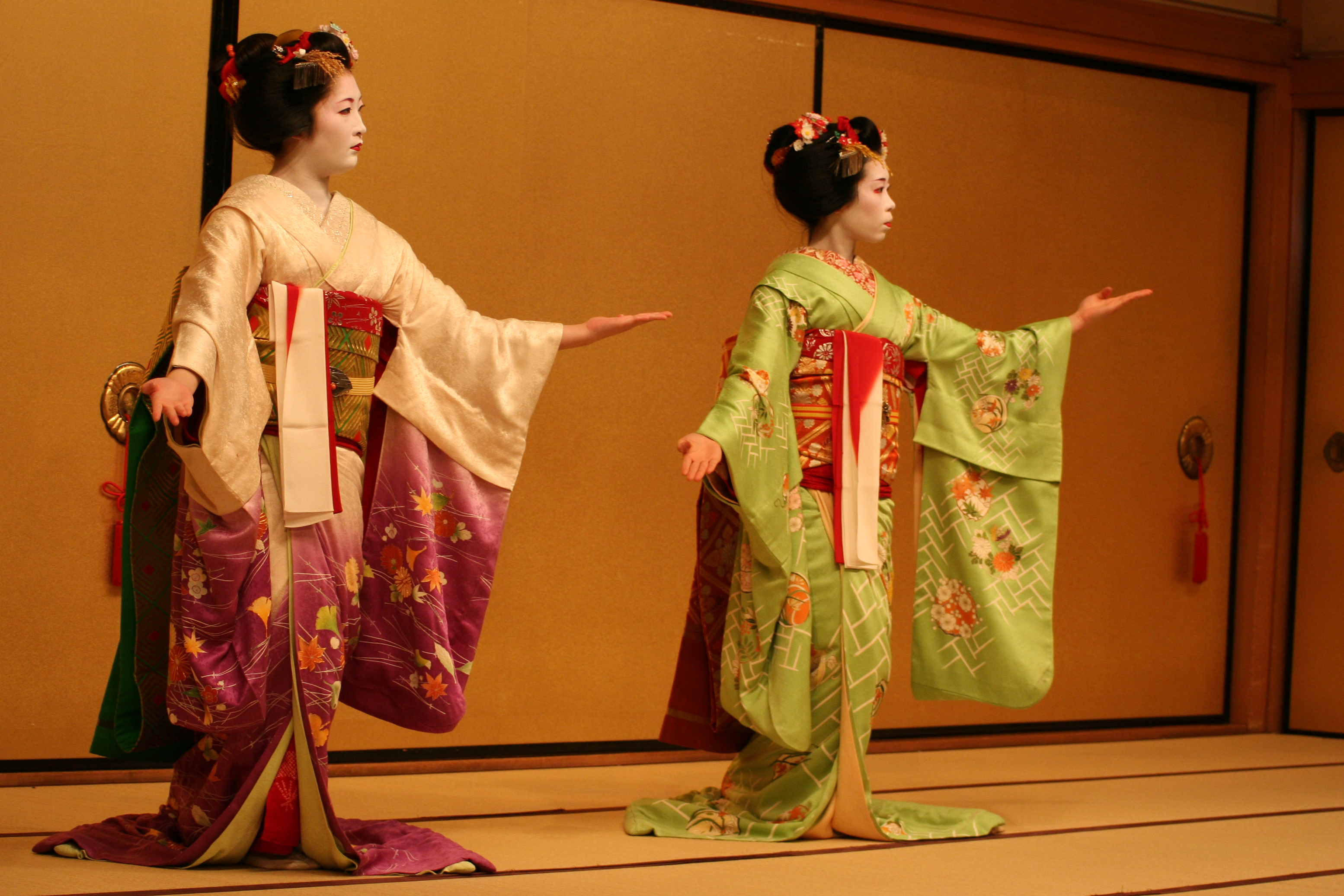
مايكو يؤدين رقصة البويو

يعود أصل مدرستي البويو الموجودتين حاليا لخلفيات تاريخية في اليابان. حيث أن أحد هذه المدارس «مدرسة إيدو» تتركز في طوكيو والأخرى «مدرسة كاميغاتا» (上方舞 كاميغاتاماي) تتركز في كيوتو وأوساكا. في نهايات القرن السابع عشر عندما تطور فن البويو كان المركز السياسي والثقافي لليابان يقع في كيوتو وأوساكا. إلا أنه ومع حلول القرن الثامن عشر ومع انتقال العاصمة اليابانية إلى إيدو (طوكيو حاليا) وبدأت إيدو بتطوير ثقافتها الخاصة التي طغت على ثقافة كيوتو وأوساكا السابقتين. نتيجة لذلك تنحى عارضو نيهون بويو من المسارح في كيوتو وأوساكا ليؤدوا عروضهم في المقاهي ومنازل الأرستقراطيين التي يرتادها عدد أقل من الزوار بالمقارنة مع مسارح الكابوكي.

## أنواع العروض
- ماي في الاحتفالات الشعبية
  - 神楽 كاغورا
  - 田楽 دينغاكو
- ماي في عروض الحفلات الرسمية
  - 雅楽 غاغاكو
  - 雅楽 بوغاكو
- ماي غنائي
  - 猿楽 زاروغاكو
  - 白拍子 شيرابيوشي
  - 延年 إن-نين
  - 曲舞 كوسه-ماي
- ماي مسرحي
  - 能楽 نوغاكو
- ماي في الغرف
  - 上方舞 كاميغاتاماي
- أودوري ترفيه شعبي
  - 念仏踊り نين-بوتسو-أودوري
  - 盆踊り بون-أودوري
- أودوري مسرحي
  - 歌舞伎舞踊 كابوكي-بويو
- أودوري للفنون القتالية
  - 棒の手، 剣舞
- بويو حديث
  - 新舞踊 شين بويو

## وصلات خارجية
- مقطع فيديو لرقص البويو
- تعريف نيهون بويو على موقع منظمة نيهون بويو
- الموقع الرسمي لمؤسسة نيهون بويو